# Transavia Garantia
Transavia Garantia was een Russische luchtvaartmaatschappij met haar thuisbasis in Archangelsk. Zij was gespecialiseerd in vrachtvluchten naar arctische gebieden in het noorden van Rusland.

## Geschiedenis
Transavia Garantia is opgericht in 1997.

## Vloot
De vloot van Transavia Garantia bestaat uit:(dec.2006)
- 1 Yakolev Yak-40()
- 2 Antonov AN-26(A)
- 1 Antonov AN-26B